# Scottish FA Cup 1894/95
Der Scottish FA Cup wurde 1894/95 zum 22. Mal ausgespielt. Der wichtigste schottische Fußball-Pokalwettbewerb, der vom Schottischen Fußballverband geleitet und ausgetragen wurde, begann am 24. November 1894 und endete mit dem Finale am 20. April 1895 im Ibrox Park von Glasgow. Als Titelverteidiger starteten die Glasgow Rangers in den Wettbewerb, die sich im Vorjahresfinale gegen Celtic im Old-Firm-Derby den ersten Pokalsieg der Vereinsgeschichte gesichert hatten. Im diesjährigen Endspiel um den Schottischen Pokal standen sich der FC St. Bernard’s und FC Renton gegenüber. Der FC Renton erreichte zum fünften Mal nach 1875, 1885, 1886 und 1888 das Finale, und konnte ihn dabei zweimal gewinnen. Das diesjährige Endspiel gewann der FC St. Bernard’s, der bei seinem ersten und einzigen Pokaleinzug den Wettbewerb gewann.

## 1. Runde
Ausgetragen wurden die Begegnungen am 24. November 1894. Die für ungültig erklärten Spiele wurden am 8. Dezember 1894 wiederholt.
|                     | Ergebnis |                                         |
| ------------------- | -------- | --------------------------------------- |
| FC Ayr Parkhouse    | 5:3      | FC Polton Vale                          |
| Celtic Glasgow      | 4:1      | FC Queen’s Park                         |
| FC Clyde            | 7:2      | Stevenston Thistle                      |
| FC Dumbarton        | 2:1      | FC Galston                              |
| FC Dundee           | 5:1      | FC Orion                                |
| Hibernian Edinburgh | 6:1      | Forfar Athletic                         |
| FC Kilmarnock       | 5:1      | FC East Stirlingshire                   |
| Leith Athletic      | *5:1 *   | FC Abercorn                             |
| Lochee United       | 2:5      | FC King’s Park                          |
| FC Motherwell       | 1:2      | Mossend Swifts                          |
| Raith Rovers        | *6:3 *   | 5th Kirkcudbrightshire Rifle Volunteers |
| Glasgow Rangers     | 1:2      | Heart of Midlothian                     |
| Slanannan Rovers    | *2:3 *   | FC Renton                               |
| FC St. Bernard’s    | 4:2      | Airdrieonians FC                        |
| FC St. Mirren       | *5:0 *   | FC Battlefield                          |
| Third Lanark        | 4:5      | FC Annbank                              |

### Wiederholungsspiele
|               | Ergebnis |                                         |
| ------------- | -------- | --------------------------------------- |
| FC Abercorn   | 4:1      | Leith Athletic                          |
| Raith Rovers  | 3:4      | 5th Kirkcudbrightshire Rifle Volunteers |
| FC Renton     | 4:0      | Slanannan Rovers                        |
| FC St. Mirren | 8:1      | FC Battlefield                          |

## Achtelfinale
Ausgetragen wurden die Begegnungen am 15. Dezember 1894. Das für ungültig erklärte Spiel wurde am 29. Dezember 1894 wiederholt.
|                     | Ergebnis |                                         |
| ------------------- | -------- | --------------------------------------- |
| FC Abercorn         | 1:6      | Heart of Midlothian                     |
| FC Ayr Parkhouse    | 3:1      | Mossend Swifts                          |
| FC Clyde            | 4:2      | FC Annbank                              |
| FC Dundee           | 2:0      | FC St. Mirren                           |
| Hibernian Edinburgh | *2:2 *   | Celtic Glasgow                          |
| FC King’s Park      | 2:1      | FC Dumbarton                            |
| FC Renton           | 6:0      | 5th Kirkcudbrightshire Rifle Volunteers |
| FC St. Bernard’s    | 3:1      | FC Kilmarnock                           |

### Wiederholungsspiel
|                     | Ergebnis |                |
| ------------------- | -------- | -------------- |
| Hibernian Edinburgh | 0:2      | Celtic Glasgow |

## Viertelfinale
Ausgetragen wurden die Begegnungen am 12./19. Januar und 2. Februar 1895. Das für ungültig erklärte Spiel wurde am 23. Februar 1895 wiederholt.
|                     | Ergebnis |                  |
| ------------------- | -------- | ---------------- |
| Heart of Midlothian | 4:2      | FC King’s Park   |
| FC Ayr Parkhouse    | 2:3      | FC Renton        |
| FC Dundee           | 1:0      | Celtic Glasgow   |
| FC Clyde            | *2:6 *   | FC St. Bernard’s |

### Wiederholungsspiel
|          | Ergebnis |                  |
| -------- | -------- | ---------------- |
| FC Clyde | 1:2      | FC St. Bernard’s |

## Halbfinale
Ausgetragen wurden die Begegnungen am 16. Februar und 3. März 1895. Die Wiederholungsspiele fanden am 23. Februar und 3./9. und 16. März 1895 statt.
|                  | Ergebnis |                     |
| ---------------- | -------- | ------------------- |
| FC Dundee        | *1:1 *   | FC Renton           |
| FC St. Bernard’s | **0:0 ** | Heart of Midlothian |

### Wiederholungsspiele
|                     | Ergebnis |                  |
| ------------------- | -------- | ---------------- |
| FC Renton           | *3:3 *   | FC Dundee        |
| Heart of Midlothian | *0:1 **  | FC St. Bernard’s |

### 2. Wiederholungsspiel
|           | Ergebnis |           |
| --------- | -------- | --------- |
| FC Dundee | *0:3 *   | FC Renton |

## Finale
| FC St. Bernard’s                       | FC St. Bernard’s                                                                                       | FC Renton                                                                                              | FC Renton |
| -------------------------------------- | --- | --- | --------- |
| FC St. Bernard’s                       | \| Finale \| \| 20. April 1895 in Glasgow (Ibrox Park) \| \| Ergebnis: 2:1 (2:1) \| \| Spielbericht \| | \| Finale \| \| 20. April 1895 in Glasgow (Ibrox Park) \| \| Ergebnis: 2:1 (2:1) \| \| Spielbericht \| | FC Renton |
| Finale                                 | | |           |
| 20. April 1895 in Glasgow (Ibrox Park) | | |           |
| Ergebnis: 2:1 (2:1)                    | | |           |
| Spielbericht                           | | |           |